# Stenodacma pyrrhodes
Stenodacma pyrrhodes là một loài bướm đêm thuộc họ Pterophoridae. Nó được ghi nhận hiện diện từ Úc, Ấn Độ, Nhật Bản và Nam Phi.
Sải cánh dài 10–11 mm.
Stenodacma pyrrhodes đã được đặt một đồng âm của Crombrugghia wahlbergi (Zeller, 1851), nhưng pyrrhodes đã được hồi phục là một loài có hiệu lực bởi Arenberger vào năm 2002.